# Коста дус Сантус, Алекс
А́лекс Ко́ста душ Са́нтус (порт. Alex Costa dos Santos; 20 января 1989, Санта-Лузия, Баия) — бразильский футболист, защитник.
Ещё будучи молодым игроком, Алекс был найден скаутами болгарского клуба «Локомотив» Пловдив, за который выступал с 2006 по 2007 год. 31 января 2007 года он был арендован клубом «Фиорентина», а по окончании сезона команда выкупила трансфер игрока.
В июне 2009 он перешёл в «Эйпен».